# Fret kočičí
Fret kočičí (Bassariscus astutus Lichtenstein, 1830) je drobná samotářská noční šelma z čeledi medvídkovitých.

## Výskyt
Areálem rozšíření tohoto druhu jsou střední a západní USA a severní Mexiko, jeho biotopem jsou pouště, lesy a hory, má rád skalnatá místa. Aktivní je převážně v noci, den přespává v různých dutinách a skalních úkrytech.

## Popis
Fret kočičí má štíhlé tělo dlouhé 30–42 cm, s ocasem dlouhým 31–44 cm. Hmotnost je asi 0,8 až 1,3 kg. Obvyklé zbarvení srsti je šedohnědá nebo krémová, s nápadně kroužkovaným černobílým ocasem. Má černé kroužky kolem očí, bílý čenich a obočí.

## Chování
Fret kočičí je všežravec; jeho potravu tvoří ptáci, malí savci, vejce, členovci, plody, ořechy. Jedná se o mimořádně obratné zvíře, velmi pružné díky tomu, že dokáže otáčet zadní nohy o 180 stupňů. Má částečně zatažitelné drápy. Přestože se snadno ochočí a je velmi čistotný, bývá v zajetí chován jen výjimečně. Někdy bývá uváděn pod aztéckým jménem cacomiztli, což znamená něco jako „poloviční puma“ nebo „maličká puma“. Vydává štěkavé zvuky a pronikavý jekot.